# Gmina New Buda

Położenie Gminy New Buda w hrabstwie Decatur

Gmina New Buda (ang. New Buda Township) – gmina w USA, w stanie Iowa, w hrabstwie Decatur. Według danych z 2000 roku gmina miała 270 mieszkańców, a jej powierzchnia wynosi 65,47 km².